# Giovanni Paolo Maggi

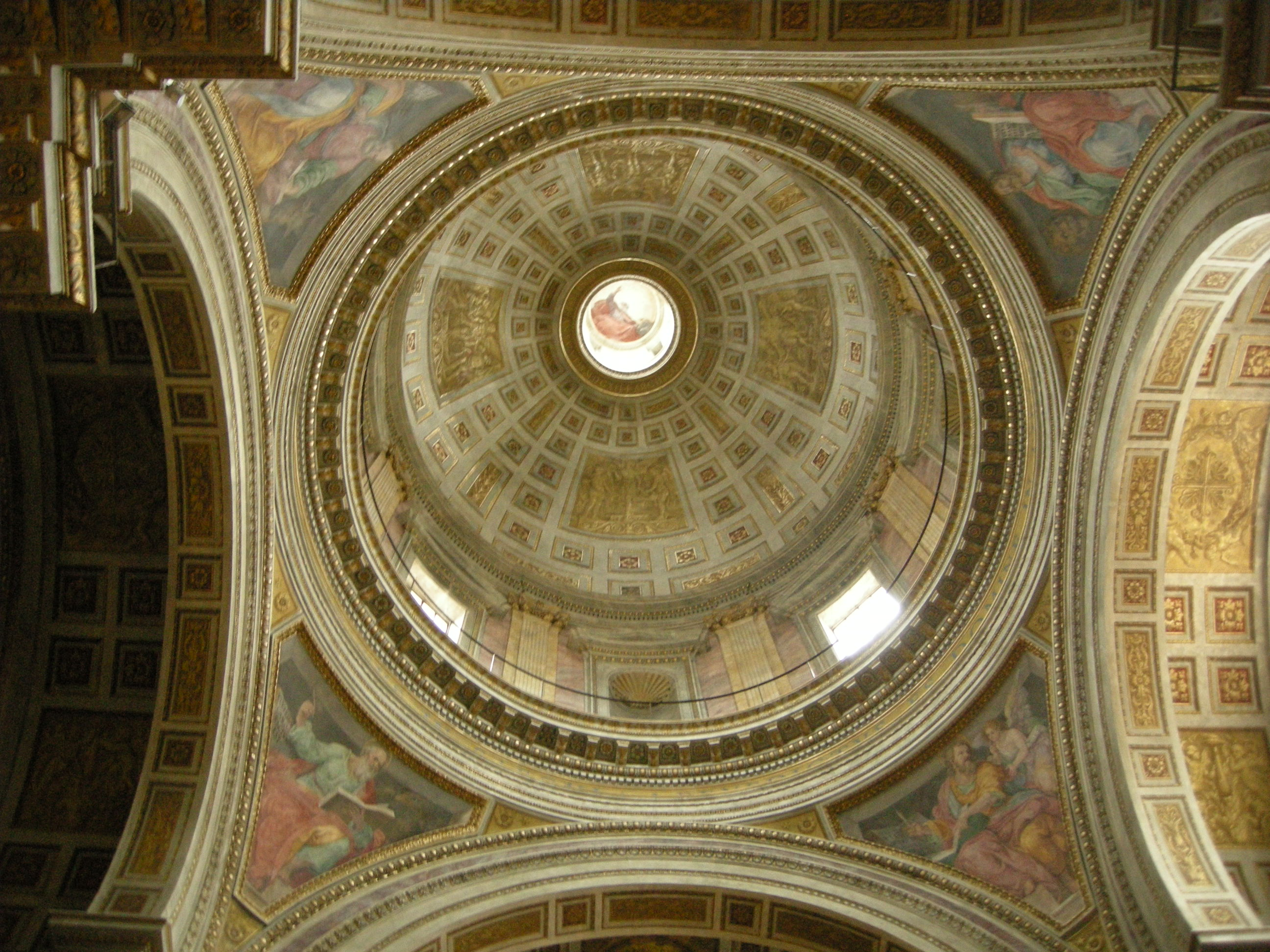
Kupolinteriören i Santissima Trinità dei Pellegrini i Rom.

Giovanni Paolo Maggi, död 6 oktober 1613 i Rom, var en italiensk arkitekt under ungbarocken. Han ritade bland annat kupolen till kyrkan Santissima Trinità dei Pellegrini i Rom. Därutöver samarbetade han med Carlo Maderno.